# Bruno Magalhães
Bruno Miguel Pinto Magalhães Pinheiro (Lisbona, 10 luglio 1980) è un pilota di rally portoghese.

## Carriera
Dopo aver esordito nei rally nel 1999, nella stagione 2000 ha debuttato nel mondiale nel rally di casa chiudendo 32º assoluto con una Mitsubishi Lancer Evolution.
Tra il 2001 e il 2005 sempre in patria ha disputato oltre al campionato nazionale alcune gare del mondiale e dell'europeo.
Nel 2006 ha debuttato nell'Intercontinental Rally Challenge con un quarto posto al Rali Vinho da Madeira e nel 2007 nello stesso rally ha ottenuto la seconda posizione; in ambito nazionale, sempre a bordo di una Peugeot 207 S2000, si è laureato campione per tre anni consecutivi, dal 2007 al 2009.
Nel 2009 ha ottenuto il secondo posto nel rally di Madeira, mentre nel 2010 ha disputato quasi tutti gli eventi della stagione dell'IRC, vincendo il rally delle Azzorre e piazzandosi quinto in classifica. Nel 2011 ha concluso il campionato IRC all'undicesimo posto finale. Nel 2011 e nel 2012 ha vinto il rally di Madeira.

## Risultati nel mondiale rally

### WRC
| 2000 | Scuderia | Vettura                     |  |  |  |    |  |  |  |  |  |  |  |  |  |  |  |  | Punti | Pos. |
| ---- | -------- | --------------------------- |  |  |  | -- |  |  |  |  |  |  |  |  |  |  |  |  | ----- | ---- |
| 2000 |          | Mitsubishi Carisma GT Evo V |  |  |  | 32 |  |  |  |  |  |  |  |  |  |  |  |  | 0     |      |

| 2001 | Scuderia | Vettura                  |  |  |     |  |  |  |  |  |  |  |  |  |  |  |  |  | Punti | Pos. |
| ---- | -------- | ------------------------ |  |  | --- |  |  |  |  |  |  |  |  |  |  |  |  |  | ----- | ---- |
| 2001 |          | Mitsubishi Lancer Evo VI |  |  | Rit |  |  |  |  |  |  |  |  |  |  |  |  |  | 0     |      |

| 2007 | Scuderia | Vettura           |  |  |  |  |    |  |  |  |  |  |  |  |  |  |  |  | Punti | Pos. |
| ---- | -------- | ----------------- |  |  |  |  | -- |  |  |  |  |  |  |  |  |  |  |  | ----- | ---- |
| 2007 | PH Sport | Peugeot 207 S2000 |  |  |  |  | 17 |  |  |  |  |  |  |  |  |  |  |  | 0     |      |

| 2009 | Scuderia      | Vettura           |  |  |  |     |  |  |  |  |  |  |  |  |  |  |  |  | Punti | Pos. |
| ---- | ------------- | ----------------- |  |  |  | --- |  |  |  |  |  |  |  |  |  |  |  |  | ----- | ---- |
| 2009 | Peugeot Total | Peugeot 207 S2000 |  |  |  | Rit |  |  |  |  |  |  |  |  |  |  |  |  | 0     |      |

| 2011 | Scuderia               | Vettura           |  |  |    |  |  |  |  |  |  |  |  |  |  |  |  |  | Punti | Pos. |
| ---- | ---------------------- | ----------------- |  |  | -- |  |  |  |  |  |  |  |  |  |  |  |  |  | ----- | ---- |
| 2011 | Peugeot Sport Portugal | Peugeot 207 S2000 |  |  | 12 |  |  |  |  |  |  |  |  |  |  |  |  |  | 0     |      |

| 2013 | Scuderia | Vettura           |  |  |  |     |  |  |  |  |  |  |  |  |  |  |  |  | Punti | Pos. |
| ---- | -------- | ----------------- |  |  |  | --- |  |  |  |  |  |  |  |  |  |  |  |  | ----- | ---- |
| 2013 |          | Peugeot 207 S2000 |  |  |  | Rit |  |  |  |  |  |  |  |  |  |  |  |  | 0     |      |

| 2019 | Scuderia | Vettura        |  |  |  |  |  |  |    |  |  |  |  |  |  |  |  |  | Punti | Pos. |
| ---- | -------- | -------------- |  |  |  |  |  |  | -- |  |  |  |  |  |  |  |  |  | ----- | ---- |
| 2019 |          | Hyundai i20 R5 |  |  |  |  |  |  | 19 |  |  |  |  |  |  |  |  |  | 0     |      |

| 2021 | Scuderia | Vettura        |  |  |  |     |  |  |  |  |  |  |  |  |  |  |  |  | Punti | Pos. |
| ---- | -------- | -------------- |  |  |  | --- |  |  |  |  |  |  |  |  |  |  |  |  | ----- | ---- |
| 2021 |          | Hyundai i20 R5 |  |  |  | Rit |  |  |  |  |  |  |  |  |  |  |  |  | 0     |      |

| 2022 | Scuderia | Vettura              |  |  |  |     |  |  |  |  |  |  |  |  |  |  |  |  | Punti | Pos. |
| ---- | -------- | -------------------- |  |  |  | --- |  |  |  |  |  |  |  |  |  |  |  |  | ----- | ---- |
| 2022 |          | Hyundai i20 N Rally2 |  |  |  | Rit |  |  |  |  |  |  |  |  |  |  |  |  | 0     |      |

| Legenda | 1º posto | 2º posto | 3º posto | A punti | Senza punti | Ritirato | Squalificato | NP=Non partito C=Gara cancellata | Apice=Power stage |

### WRC-2
| 2019 | Scuderia | Vettura        |  |  |  |  |  |  |    |  |  |  |  |  |  |  |  |  | Punti | Pos. |
| ---- | -------- | -------------- |  |  |  |  |  |  | -- |  |  |  |  |  |  |  |  |  | ----- | ---- |
| 2019 |          | Hyundai i20 R5 |  |  |  |  |  |  | 11 |  |  |  |  |  |  |  |  |  | 0     |      |

| 2022 | Scuderia | Vettura              |  |  |  |     |  |  |  |  |  |  |  |  |  |  |  |  | Punti | Pos. |
| ---- | -------- | -------------------- |  |  |  | --- |  |  |  |  |  |  |  |  |  |  |  |  | ----- | ---- |
| 2022 |          | Hyundai i20 N Rally2 |  |  |  | Rit |  |  |  |  |  |  |  |  |  |  |  |  | 0     |      |

| Legenda | 1º posto | 2º posto | 3º posto | A punti | Senza punti | Ritirato | Squalificato | NP=Non partito C=Gara cancellata | Apice=Power stage |

### P-WRC/WRC-3
| 2009 | Scuderia      | Vettura           |  |  |  |     |  |  |  |  |  |  |  |  |  |  |  |  | Punti | Pos. |
| ---- | ------------- | ----------------- |  |  |  | --- |  |  |  |  |  |  |  |  |  |  |  |  | ----- | ---- |
| 2009 | Peugeot Total | Peugeot 207 S2000 |  |  |  | Rit |  |  |  |  |  |  |  |  |  |  |  |  | 0     |      |

| 2021 | Scuderia | Vettura        |  |  |  |     |  |  |  |  |  |  |  |  |  |  |  |  | Punti | Pos. |
| ---- | -------- | -------------- |  |  |  | --- |  |  |  |  |  |  |  |  |  |  |  |  | ----- | ---- |
| 2021 |          | Hyundai i20 R5 |  |  |  | Rit |  |  |  |  |  |  |  |  |  |  |  |  | 0     |      |

| Legenda | 1º posto | 2º posto | 3º posto | A punti | Senza punti | Ritirato | Squalificato | NP=Non partito C=Gara cancellata | Apice=Power stage |